# TIU (Band)
TIU ist eine grönländische Band.

## Geschichte
Die Band geht auf den in Nuuk aufgewachsenen Ivik Larsen (* 1988/89), einen Enkel von Magnus Larsen, zurück. Seine Jugend bestand aus Alkohol- und Drogenmissbrauch und seine Mutter starb bei einem Autounfall, als er 16 Jahre alt war. Er versuchte dies mit Musik zu kompensieren, spielte Gitarre und komponierte. Mit 15 Jahren gewann er eine Talentshow mit selbstkomponierten Punkrockliedern. Wegen eines Tinnitus musste er später auf ruhigere Musik wechseln. 2016 plante er mit seinem Freund Gerth die Gründung einer Band, wofür sie eine Sängerin brauchten. Sie fanden Pernille Kreutzmann (* 1986/87), die in Niaqornaarsuk und Sisimiut aufgewachsen war. Gerth musste verreisen und als er zurückkehrte, hatten Ivik und Pernille die Band alleine gestartet und waren zudem ein Paar geworden. 2017 erschien das Debütalbum Nuunneq („Umzug“), für das die Band 2018 mit dem Jahrespreis der Koda Awards ausgezeichnet wurde. 2021 erreichte das Album Goldstatus. Während eines Konzerts 2019 wurde der dänische Bassist Alfred Victor Hansen (* 1998/99) Mitglied der Band. 2022 erschien das zweite Album Qalipaatit inugaannut („Dahin, wo die Farben nicht hinreichen“).

## Diskografie
- 2017: Nuunneq
  - Aputsiaq („Schneeflocke“)
  - Ersarinnera („Dessen Deutlichkeit“)
  - Aanannguaq („Omi“)
  - Nuunneq („Umzug“)
  - Ataasiuleratta („Als wir eins wurden“)
  - Marrarmik Sanaaq („Aus Lehm gemacht“)
  - Akoortoq („Hineingemischt“)
  - Ilisiitsoq („Hexe“)
  - Upernaaq („Frühling“)
  - Niviarsiarannguaq („Kleines Mädchen“)
  - Ilittut Ittoq („Jemand wie du“)
  - Tullissaanimut („Bis nächstes Mal“)
- 2022: Qalipaatit inugaannut
  - Apisseq („Eisbärenhöhle“)
  - Akisuanerata („Von dessen Echo“)
  - Aput Qernertoq („Schwarzer Schnee“)
  - Ilinni („Bei dir“)
  - Kuserneq („Tropfen“)
  - Naluaat („Sie wissen es nicht“)
  - Paatsiveqanngilaq („Man ist völlig ahnungslos“)
  - Takussutissaraat („Sie werden es zu sehen bekommen“)
  - Pukaattut („Wie deren Schneekruste“)
  - Qalipaatit Inugaannut („Dahin, wo die Farben nicht hinreichen“)